# سراج‌الدین علی خان آرزو
سراج‌الدین علی خان (زادهٔ ۱۶۸۷ – ۲۶ ژانویهٔ ۱۷۵۶) که با تخلص آرزو هم شناخته می‌شود، شاعر و فرهنگ‌نویس اهل دهلی در دربار گورکانی بود. نوشته‌های او عمدتاً به زبان فارسی بود امّا ۱۲۷ رباعی به زبان اردو هم نگاشته‌است. او دایی میر تقی میر بود؛ همچنین استادِ او و میرزا محمد رفیع سودا، میرزا مظهر جان‌جانان و نجم‌الدین‌شاه مبارک‌ابرو بود.
آرزو در آگره زاده شد؛ او فرزند میرزا حسام‌الدین بود که در دربار اورنگ‌زیب چندین مقام عالی داشت. آرزو به فارسی و عربی را از کودکی آموخت و علاوه‌بر آنها اردو و سانسکریت هم می‌دانست.
او نوشتن را از ۱۴ سالگی آغاز کرد و در سال ۱۷۱۹ به دهلی رفت. آناندرام مخلص او را به آصف جاه معرّفی کرد. او نیز به او شغلی درخور داد. آرزو در خانه‌اش مجالس شعرخوانی و مشاعره برگزار می‌کرد که شاعران زیادی مانند میر تقی میر را به خود جذب کرد. در سال ۱۷۵۴، او به لکهنو و سپس ایودیا که شهر جد پدریش بود رفت. سرانجام ۱۷۵۶ میلادی، مطابق با ۱۱۶۹ قمری، در لکهنو درگذشت و در وکیل‌پورای دهلی دفن شد.

## آثار
آثار آرزو عبارت هستند از:
1. زوایدالفواید یا زایدالوفاید دربارهٔ مصادر فارسی و مشتقات آن‌ها
2. نوادرالفاظ شامل تحقیق در لغات هندی در تصحیح غرایب‌اللغات عبدالواسع هانسوی.
3. مثمر : نخستین کتاب فارسی دربارۀ زبان‌شناسی و علم‌اللغه
4. سراج‌اللغه یا سراج‌اللغات (۱۱۴۷): فرهنگی فارسی که در آن ارتباط فارسی و سانسکریت بحث شده‌است.
5. چراغ هدایت (دفتر دوم سراج‌اللغه): فرهنگی از اصطلاحات و واژگانی که شعر شعرای فارسی به کار رفته‌است.
6. تنبیه‌ الغافلین في الاعتراض علی بعض اشعار الشیخ علی حزین (۱۱۵۷-۱۱۶۱)
7. احقاق‌الحق در نقد اشعار حزین
8. داد سخن (۱۱۵۴-۱۱۶۵) در نقد چند قصیده
9. سراج وهّاج در بررسی صورت درست یکی از بیت‌های حافظ
10. نقد دیوان حاکم لاهوری
11. مجمع النفایس - تذکرہ شعرای زبان فارسی در شبه قارہ ھند.
12. بیاض آرزو (پیش‌نویس مجمع‌النفایس)
13. دیوان غزل و قصیده‌ها
14. موهبت عظمی در دانش معانی
15. عطیهٔ کبری  در دانش بیان
16. معیارالافکار  در دستور زبان
17. خیابان گلستان در شرح اثر سعدی
18. شکوفه‌زار در شرح اسکندرنامهٔ نظامی
19. شرح قصاید عرفی
20. شرح گُل کُشتی میرنجات
21. شرح قصاید خاقانی
22. شرح مختصرالمعانی
23. مثنوی جوش و خروش
24. مثنوی حسن و عشق
25. مثنوی عالم آب
26. مثنوی در وزن حدیقهٔ سنائی
27. مثنوی مهر و ماه
28. مثنوی عبرت‌فسانه
29. ادب عشق
30. پیام شوق - مجموعهٔ نامه‌ها
31. گلزار خیال
32. آبروی سخن
33. دیباچه‌ها[۳]
34. گوکا ری کیال - شعری بلند در وصف آمدن بهار و جشن هولی